# Битва при Осло (1161)
Битва при Осло или битва при Экеберге (норв. Slaget ved Ekeberg) — одно из сражений во время борьбы за норвежский престол, произошедшее вблизи Осло 4 февраля 1161 между Инге I и Хаконом II в эпоху гражданской войны в Норвегии. 
К 1157 году Инге Горбун стал единоличным правителем Норвегии. Хакон, незаконнорожденный сын Гилле, оспорил правление Инге.
Вечером 3 февраля король Инге получил известие, что Хокон и его люди находятся в Осло, и поэтому собрал своих 4800 воинов. Ночью один из разведчиков Инге доложил, что Хокон и его люди идут по льду. Инге вышел навстречу. 
Во время продвижения военачальники Йон и Гудрёд со своими отрядами (около 2 тысяч человек) бежали и перешли на сторону противника. Инге оказался в меньшинстве и, несмотря на это, на рассвете вступил в бой. Инге был убит, а его брат Орм продолжил сражаться, но в конце концов был вынужден бежать.